# Joyeuse Entrée

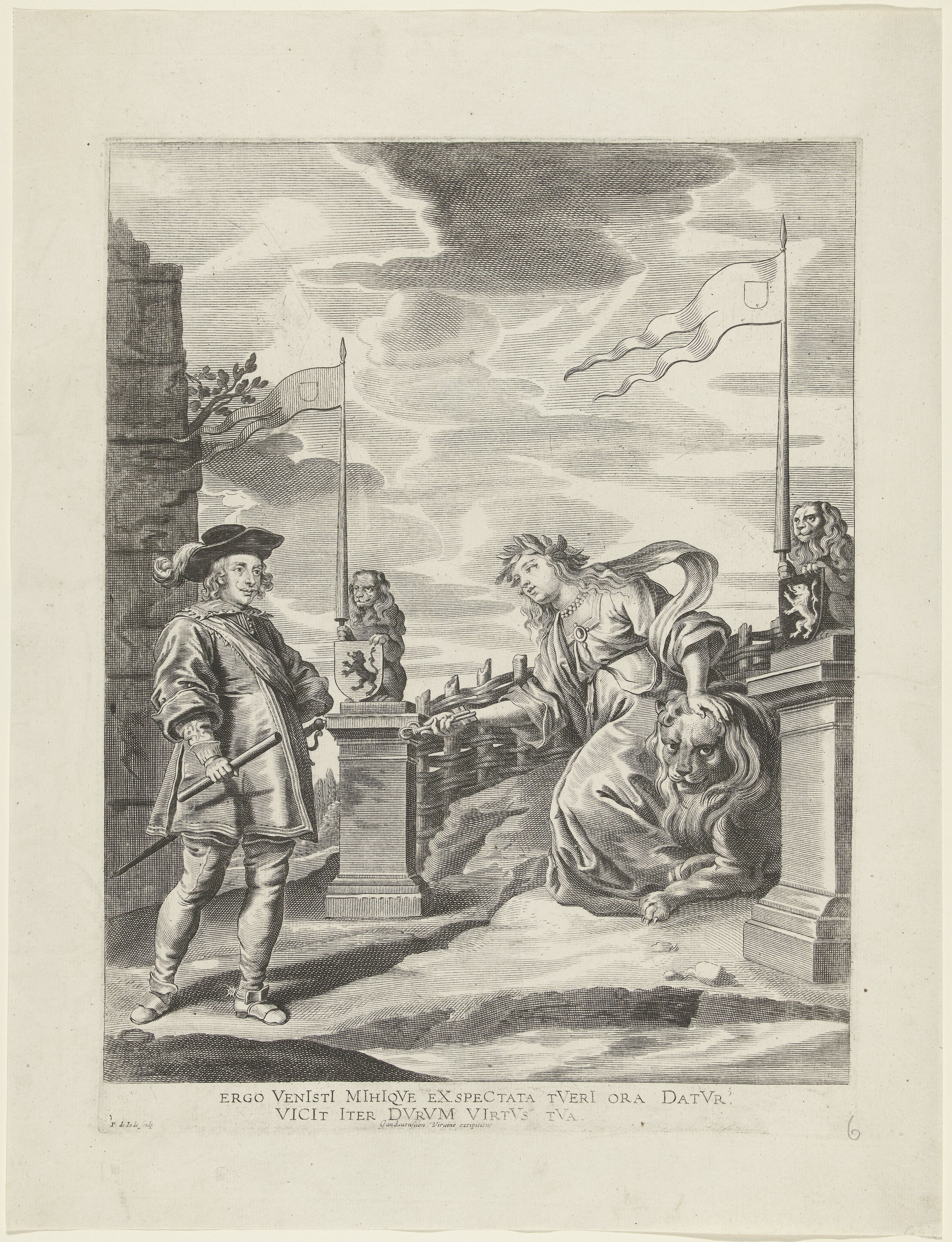
Kardinál infant Ferdinand dostává klíč od města Gent od panny, tisk podle malby Antoona van den Heuvela, Joyous Entry by the Ghent v roce 1635

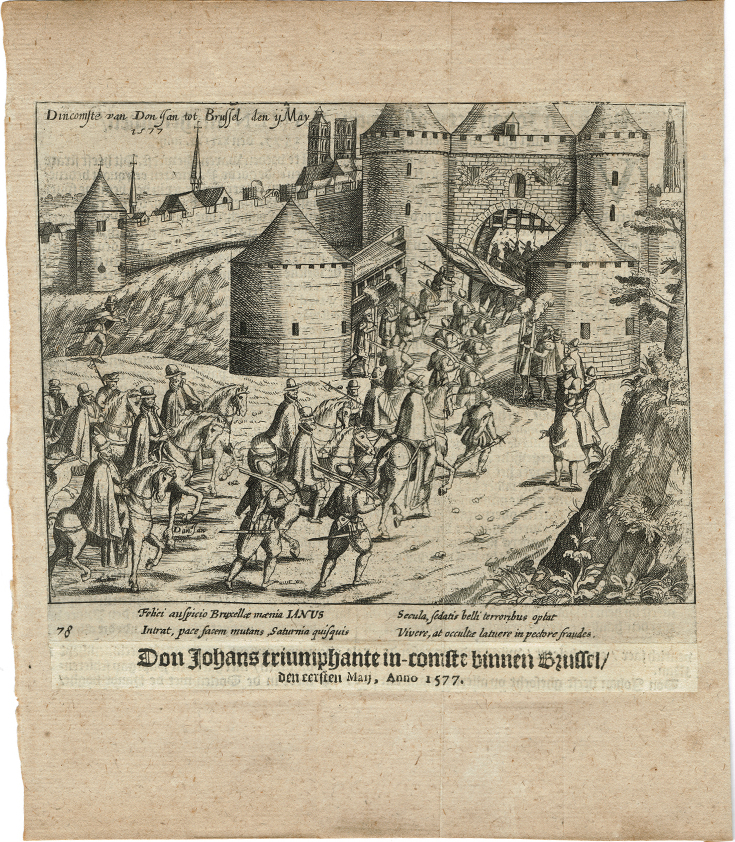
Joyeuse Entrée, John of Austria, Brussels, 1. května, 1577

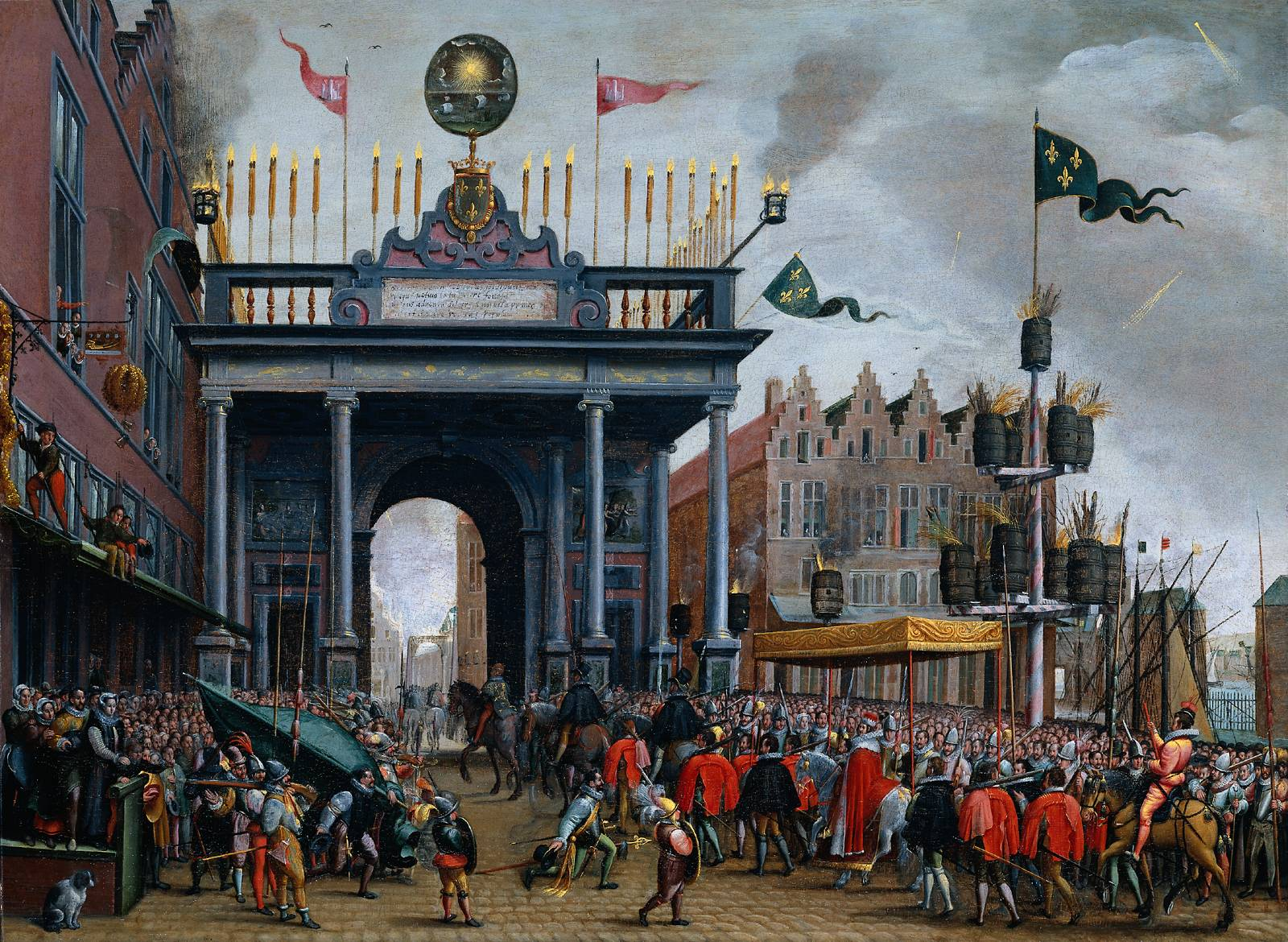
François, vévoda Anjou, vjezd do Antverp. Triumfální oblouk na mostě sv. Jana.

Joyeuse Entrée (nizozemsky: Blijde Intrede, Blijde Inkomst nebo Blijde Intocht; česky: Radostný vstup) je francouzské označení pro speciální formu první oficiální mírové návštěvy či slavnostního vstupu vládnoucího monarchy, knížete, vévody nebo guvernéra do středověkého města. Slavnostní vstup byl pořádán především vévodstvím Brabantsko, ve Flandrech a příležitostně ve Francii či v Lucembursku. Slavnostní vstup se obvykle shoduje s uznáním stávajících městských práv nebo s uznáním výsad navštíveného města. Někdy je vstup nového vládce dokonce doprovázen rozšířením těchto práv. Nejnovější slavnostní vstup se konal v roce 2013 na počest belgického krále.

## Slavnostní přijetí
Joyeuse Entrée je speciální forma slavnostních vstupů do měst nově ustanovenými vládci nebo jejich zástupci. K této příležitosti byly v těchto městech pořádány slavnostní průvody a náboženská procesí. Velké slavnosti se pořádaly po celé Evropě přinejmenším od pozdního středověku. Nejvýznamnější umělci dostávali při této příležitosti zakázky na vypracování návrhů dočasných staveb jako jsou slavnostní brány či triumfální oblouky. Byly organizovány skupiny hudebníků a herců rozmístěných na místech, kde se procesí zastavovala a umělci zde pořádali různá představení. Domy na procesní cestě byly zdobeny textiliemi, rozhazovaly se květiny, z fontán teklo víno. Tento zvyk má počátek ve středověku a pokračoval až do francouzské revoluce, i když po reformaci v protestantských krajích byl dodržován méně často. Formální první návštěva města dědice belgického trůnu při jeho vstupu do města a od roku 1900 při sňatku korunního prince je stále označována jako Joyeuse Entrée jako připomínka této tradice.

## Charta svobod
Ve Vévodství Brabantském se termín Joyeuse Entrée vztahoval také na Chartu svobod (Charter of liberties), na kterou nový vládce musel přísahat a tím stvrdit své první oficiální mírové přijetí. Tento ceremoniál se datuje od roku 1356. Jednou z funkcí nejvyšší soudu brabantského vévodství - Rady Brabantu - bylo zajistit, aby nová legislativa nebyla v rozporu se stávajícími právy a svobodami, zakotvenými v Joyeuse Entrée.

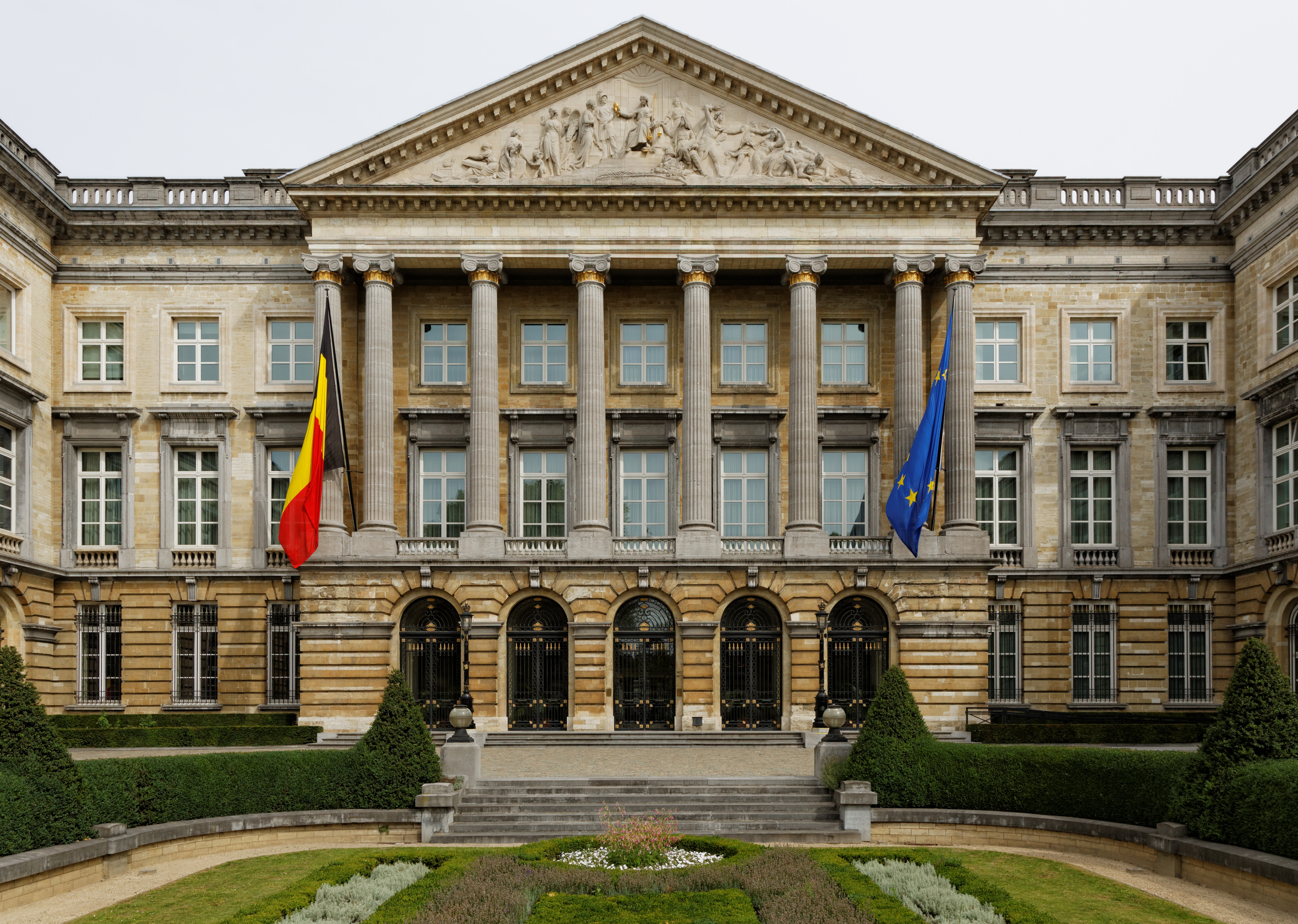
Palác nejvyššího soudu vévodství Brabantu, nyní belgický federální parlament v Bruselu

## Belgické království
V Belgii tento akt slavnostního přijetí nového panovníka pokračoval od roku 1830. Slavnostní vstupy provádí nový královský pár v hlavních městech provincií po instalaci krále. Totéž platí i pro vévodu z Brabantu, který po svatbě představuje novou vévodkyni Brabantu veřejnosti. Poslední Joyeuse Entrée byly organizovány na počest krále Filipa a královny Mathilde v roce 2013.

## Joyous Entry 1356

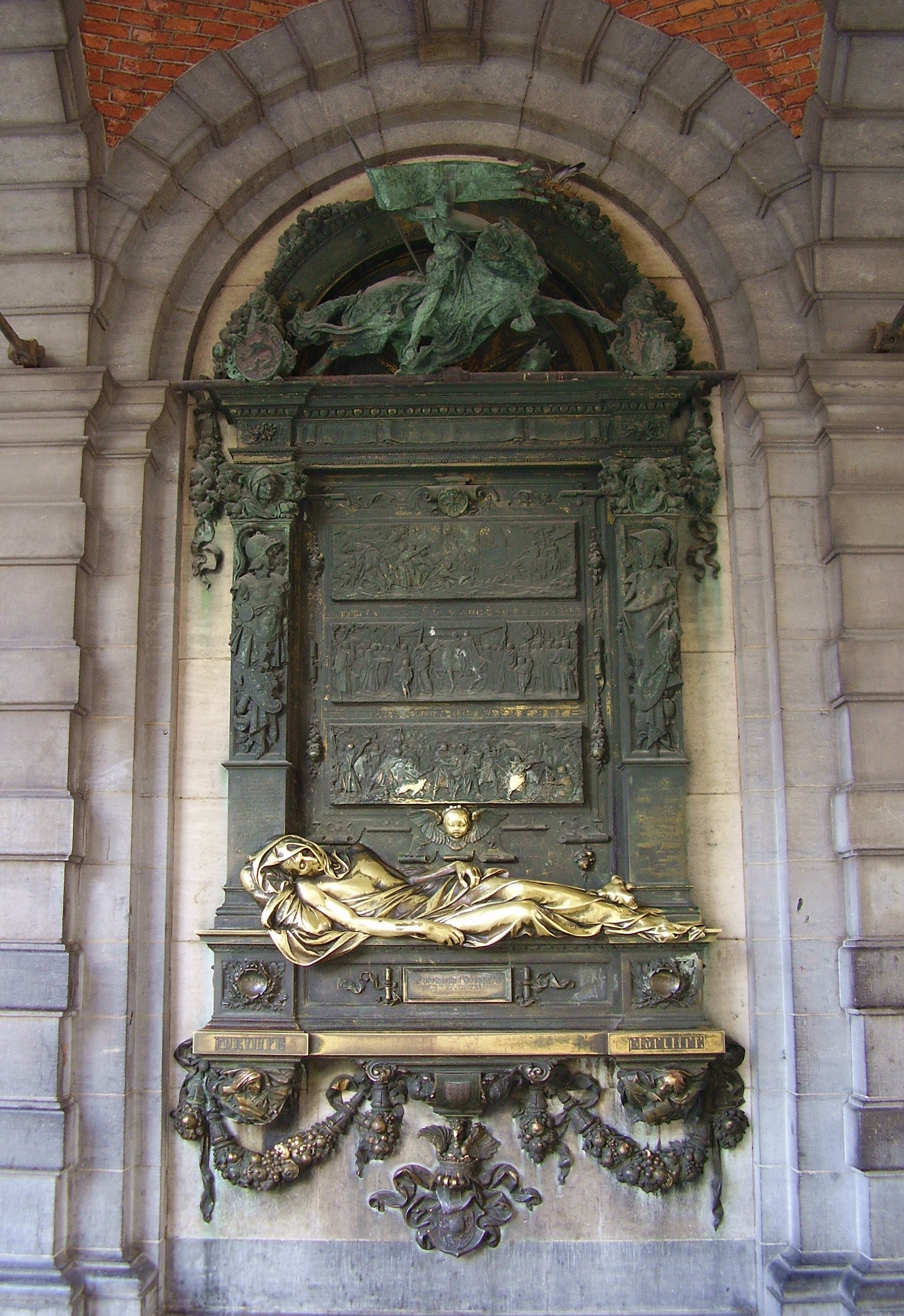
Everard 't Serclaes památník v Bruselu

Václav Lucemburský a jeho manželka Johana Brabantská byli při svém nástupu coby noví vládci nizozemských zemí víceméně donuceni podepsat brabantským měšťanům dokument, který městům zachovává stávající svobody. Tento dokument je datován 3. ledna 1356 a je považován za ekvivalent dokumentu Magna charta libertatum.

## Důvody
V roce 1354 vyzval v Leuvenu brabantský vévoda Jan III. zástupce měst vévodství, aby slavili sňatek jeho nejstarší dcery a dědičky Johany s lucemburským vévodou Václavem I. a nabídl jim liberální koncese, aby získal jejich souhlas se změnou vládnoucí dynastie. V lednu 1356 Václav a Johana podepsali chartu, která byla pro ten účel vypracována a slavnostně přísahali, že budou dodržovat její ustanovení. V roce 1355 Jiří III. zemřel. Jeho smrt vyvolala následnou krizi. Hrabě Ludvík II. Flanderský se roku 1347 oženil s Johaninou mladší sestrou Markétou Brabantskou a nárokoval si titul brabantského vévody. V srpnu 1356 byl podepsaný dokument v praxi mrtvý v důsledku vojenské okupace Brabantu Ludvíkem II. Nebyl však schopen se prosadit proti švagrové Johaně a po dvou letech bojů roku 1357 uzavřeli oba soupeři mír. Ludvík získal jako odškodnění panství Mechelen a město Antverpy. Během noci z 24. října 1356 skupina francouzských patriotů pod vedením Everard t'Serclaes zaútočila na hradby Bruselu a vyhnala Flanderské z města. Tím umožnilo Johaně a Václavovi převzít své dědictví a uskutečnit svůj slavnostní vstup do Bruselu. Součástí dohody o převzetí vlády bylo i podepsání městy předloženého dokumentu Joyous Entry.

## Obsah
Charta nebyla zcela nová. Tradici vydávání listin v Brabantu v průběhu minulého století již vytvořila Charter of Kortenberg, kterou vydal v roce 1312 brabantský vévoda Jiří II.. Dokument je považován za brabantskou ústavu, či Walloon Charter (valonská charta) z roku 1314. Specifikuje detailně šest privilegií či pravomocí udělených církvi, městům a šlechticům. Uznání dokumentu umožňovalo vévodkyni Johaně a vévodovi Václavovi Lucemburskému výběr daní. Dokument dále zavazoval vévody Brabantu zachovat nedělitelnost vévodství, nevést války, neuzavírat smlouvy nebo ukládat daně bez souhlasu zástupců obcí. Všichni členové Rady vévody měli být rodilí občané Brabantska.

## Konec Joyeuse Entrée
Dne 5. dubna 1355 se Václavův nevlastní bratr Karel IV. stal císařem Svaté říše římské. Řídil Říšský sněm – latinsky Comitium imperiale, který podepsal roku 1356 dokument Zlatá bula Karla IV., jeden z nejdůležitějších středověkých dokumentů. Mimo jiné aspekty ústavní struktury Svaté říše římské omezoval dokument hlavně svobody měst a obyvatel, což se dotklo i práv brabantských měst, která jim dokument Joyeuse Entrée zaručoval. Definitivní zneplatnění smlouvy Joyeuse Entrée nastal v roce 1794, kdy Nizozemsko obsadili rakouské armády. Nicméně se stalo jedním z prvků, které tvořily základ belgické ústavy z roku 1831.

## Některé pozoruhodné Joyous Entries
- 1356 – slavnostní vjezd manželského páru: Johanna Brabantská, dědička Brabantska a Limburska a její manžel Václav Lucemburský
- 1407 – Jan I. Burgundský, člen vedlejší větve francouzské královské rodiny Valois, vévodou burgundským byl od roku 1404 do roku 1419
- 142? – Filip III. Dobrý, člen francouzské královské rodiny Valois, vévodou burgundským byl Filip III. od roku 1419 až do své smrti.
- 1464 – král Matyáš Korvín, slavnostní vjezd do Šoproně, netypické, Matyáš především slavil návrat královské koruny.
- 1467 – nepříliš radostný vjezd do Gentu, Karel Smělý byl vévodou burgundským v letech 1467–1477. Byl posledním vévodou burgundským z domu Valois.
- 1468 – vjezd do Brugg, Karel Smělý se svou třetí manželkou Markéta z Yorku (3. května 1446-23. listopadu 1503) vévodkyní burgundskou, která byla dcerou Richarda Plantageneta, třetího vévody z Yorku a Cecily Neville a sestrou dvou králů Anglie, Edwarda IV. a Richarda III.
- 1478 – Maxmilián I. Habsburský, vjezd do Antverp spolu se svou první manželkou, kterou byla Marie Burgundská, vévodkyně burgundská, lucemburská a brabantská.
- 1493? – Maxmilián I. Habsburský, vjezd do Mechelenu, se svou dcerou Markétou Habsburskou, kněžnou asturijskou a vévodkyní savojskou
- 1496 – vjezd do Bruselu, Johanna I. Kastilská
- 1501 – cesta přes Henegavsko, Pikardii, Île-de-France, Champagne, Burgundsko a Franche-Comté, Filibert II. Savojský s manželkou Markétou Habsburskou, arcivévodkyní rakouskou a vévodkyní savojskou po jejich sňatku, následující rok do Bourg-en-Bresse.
- 1507 – vjezd do Mechelenu, vdova po Filibertovi II. Savojském se Margareta Habsburská se vrací jako regentka Nizozemska od 1507 do roku 1515 a znovu od roku 1519 do roku 1530.
- 1515 – Karel V., vjezd do Brugg, Gentu, Antverp a Leidenu
- 1520 – Karel V., vjezd do Brugg
- 1549 – vjezd císaře Svaté říše římské Karla V. Habsburského s jeho synem Filipem II. Španělským do Nizozemí, mezi jinými městy také do Antverp, Bruselu a Brugg.
- 1550 – vjezd Jindřicha II. Francouzského do Rouenu
- 1561? - kardinál Antoine Perrenot de Granvelle, burgundský státník a ministr španělských Habsburků,vjezd nepříliš radostný
- 1577 – Juan de Austria, španělský guvernér Nizozemska, vjezd do Bruselu, nepříliš radostný vjezd, levoboček Karla V., císaře Svaté říše římské a krále španělského.
- 1578 – vjezd do Bruselu, Matyáš Habsburský, pozdější císař římský (1612–1619), král český (1611–1619), uherský, chorvatský, markrabě moravský a arcivévoda rakouský (1608–1619).
- 1582 – vjezd do Antverp, Brugg a Gentu, František z Anjou, nejmladší syn francouzského krále Jindřicha II. z rodu Valois a Kateřiny Medicejské z rodu Medicejských, bratr francouzských králů Františka II., Karla IX. a Jindřicha III.
- 1594 - vjezd do Bruselu, Arnošt Habsburský, rakouský arcivévoda, syn císaře Maxmiliána II. a jeho manželky španělské infantky Marie Španělské
- 1599 - 1600 , vjezd Albrechta VII. Habsburského, rakouského arcivévody, kardinála, toledského arcibiskupa, nizozemského guvernéra a portugalského místokrále do Leuvenu, Bruselu, Mechelenu, Antwerp, Gentu, Brugg a dalších měst, a jeho manželky Isabely Kláry Evženie Španělské, dcery španělského krále Filipa II. a jeho třetí manželky, francouzské princezny Alžběty z Valois.
- 1635 – vjezd do Antverp, Ferdinand Španělský, španělský infant-kardinál, generální guvernér jižního Nizozemí
- 1891 – vjezd vévody Adolfa Lucemburského a jeho manželky Adelheid do Lucemburku.